# Nashornkalvane
Nashornkalvane är en bergstopp i Antarktis. Den ligger i Östantarktis. Norge gör anspråk på området. Toppen på Nashornkalvane är 1 056 meter över havet, eller 109 meter över den omgivande terrängen. Bredden vid basen är 6,5 km.
Terrängen runt Nashornkalvane är huvudsakligen platt, men söderut är den kuperad. Trakten är obefolkad. Det finns inga samhällen i närheten.